# Bouchiar
Un bouchiar est un terme culinaire amazighe, utilisé au moyen Atlas marocain et désignant une galette fine levure, faite d'huile de table et de semoule fine, servie chaude, imbibée de beurre et de miel.